# Чёрная Тиса (Закарпатская область)
Чёрная Ти́са (укр. Чорна Тиса) — село в Ясинянской поселковой общине Раховского района Закарпатской области Украины. Находится в Украинских Карпатах.
Почтовый индекс — 90632. Телефонный код — 3132. Занимает площадь 16,178 км². Код КОАТУУ — 2123687501.

## Население
Население по переписи 2001 года составляло 2746 человек.

### Языковой состав
Родной язык населения по данным переписи 2001 года:
| Язык       | Численность, чел. | Доля     |
| ---------- | ----------------- | -------- |
| Украинский | 2 730             | 99,42 %  |
| Другое     | 16                | 0,58 %   |
| Итого      | 2 746             | 100,00 % |

Украинский язык является официальным и основным языком села.

## Местоположение
Чёрная Тиса соединяется грунтовой автодорогой через перевал Околе с селом Лопухов.